# Руссо, Надежда
Надежда Руссо (рум. Nadia Russo), урождённая Надежда Евгеньевна Бржозовская (17 июня 1901 — 22 января 1988) — первая румынская женщина-лётчик.

## Биография
Родилась 2 июня (17 июня) 1901 года в Старице Тверской губернии в семье генерала кавалерии Евгения Васильевича Бржозовского (1859-1915) и Ушаковой Елизаветы Валериановны (по первому браку Комаровой) (около 1860 г.р.). В 1917 г. переехала в Кишинёв и вышла замуж за землевладельца Александра Руссо. Семейная жизнь с ним не сложилась, и в середине 1930-х гг. она переехала в Бухарест. Позднее окончила школу Красного креста.
В 1936 году окончила школу пилотов «Mircea Cantacuzino» в Бухаресте и стала первой женщиной в Румынии, получившей лицензию лётчика. В 1937 году купила немецкий самолёт Bücker Bü 131. В 1938 году участвовала в перелете по маршруту Прага — Бухарест — Белград — Братислава.
Во время Второй мировой войны была членом санитарной эскадрильи румынских ВВС, вывезла более 100 раненых.
После установления в Румынии коммунистического режима была арестована и приговорена к семи годам тюремного заключения (в 1951 году), из которых она отбыла шесть и дополнительно пять лет провела в ссылке в Лэтешти. Здесь она встретила нескольких знакомых из Бухареста: жену маршала Иона Антонеску, жену Корнелиу Кодряну, а также будущего мужа — Георгия (Гая) Босси, за которого она вышла замуж в 1961 году.
Умерла 22 января 1988 года в Бухаресте.

## Награды
Награждена немецкими орденами, в том числе орденом Заслуг германского орла 3-го класса.

## Память
- В Кишинёве именем Надежды Руссо названа улица, ранее носившая имя Марины Расковой[4].
- В 2002 году была выпущена почтовая марка Молдовы, посвященная Надежде Руссо.

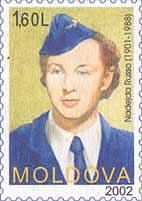